# 검법남녀
《검법남녀》는 2018년 5월 14일부터 2018년 7월 17일까지 방송된 MBC 월화드라마이다.

## 기획의도
완벽주의에 괴팍한 성격을 가진 법의학자인 백범과 포토메모리 능력을 가졌지만 허당미 가득한 검사 은솔의 공조 수사를 다룬 드라마.

## 등장 인물

### 주요 인물
- 정재영 : 백범 역 - 국립과학수사연구원 10년차 법의관, 흉부외과와 병리과 더블보드
- 정유미 : 은솔 역 (아역 최정은) - 서울 동부지검 형사8부 초임검사
- 이이경 : 차수호 역 - 강동경찰서 강력계 형사 (경위)
- 박은석 : 강현 역 - 서울 동부지검 형사8부 수석검사
- 스테파니 리 : 스텔라 황 역 - 48차원 독약박사, 국립과학수사연구원 약독물과 연구원

### 서울 동부지검
- 안석환 : 노한신 역 - 서울 동부지검 형사부 부장검사
- 김호정 : 오화수 역 - 서울 동부지법 부장판사
- 박준규 : 강동식 역 - 은솔 검사 사무실 검찰수사관 (계장)
- 박희진 : 천미호 역 - 은솔 검사 사무실 검찰실무관
- 백승훈 : 서정민 역 - 강현 검사 사무실 검찰수사관 (계장)
- 김민하 : 박미영 역 - 강현 검사 사무실 검찰실무관

### 국립과학수사연구원
- 주진모 : 박중호 역 - 국립과학수사연구원 원장
- 송영규 : 마도남 역 - 국립과학수사연구원 법의조사과장
- 고규필 : 장성주 역 - 물리학 석사, 법의조사관 (교통사고분석실 연구사)
- 노수산나 : 한수연 역 - 화학박사, 법의조사관 (미세증거물실 연구사)

### 그 외 인물
- 고인범 : 은기상 역 - 은솔의 아버지
- 김서라 : 한미모 역 - 은솔의 어머니
- 강선숙 : 벌교댁 역 - 은솔네 가정부
- 김기무 : 박 형사 역 - 강동경찰서 강력계 형사
- 민필준 : 강지석 역 - 강동경찰서 강력계 형사, 차수호의 파트너
- 고세원 : 강용 역 - 세온병원 의사, 강현의 형
- 이언정 : 한소희 역 - 세온병원 간호사, 백범의 연인
- 최종률 : 백호철 역 - 백범의 아버지
- 윤지민 : 이혜성 역 - 세온병원 흉부외과 과장, 장득남의 주치의, 서정민을 죽인 범인
- 오만석 : 도지한 역 - 강현의 후임인 은솔의 수석검사
- 박지일 : 표유성 역 - 한국대 법의학교실 교수, 강용을 부검한 부검의
- 김영웅 : 양수동 역 - 도지한 검사 사무실 검찰수사관 (계장)
- 김도현 : 오만상 역 - 권희경의 남편, 성진그룹 전무
- 홍서준 : 유태준 역 - 오만상의 변호사
- 전여진 : 한지원 역 - 오만상의 변호인단
- 박미숙 : 권희경 역 - 오만상의 부인
- 김미경 : 오만상의 집 가사도우미 역
- 구다송 : 교통사고를 당한 여학생 역
- 임호준 : 교통사고를 낸 운전자 역
- 원세희 : 변호사 역 - 오만상의 변호인단
- 김지훈 : 변호사 역 - 오만상의 변호인단
- 한은지 : 국과수 연구원 역
- 김진섭
- 추연규 : 장득남 역
- 김도영 : 장일남 역 - 장득남의 누나
- 고서희 : 장이남 역 - 장득남의 누나
- 윤사봉 : 장후남 역 - 장득남의 누나
- 이나라 : 최화자 역 - 장득남의 아내
- 황재훈 : 백범이 사격하는걸 보는 남자 역
- 이장규 : 백범이 사격하는걸 보는 남자 역
- 박지혜 : 헬륨가스를 이용해 사망한 여자 시신 역
- 민채윤 : 오만상의 내연녀 역
- 김영민 : 은솔의 맞선남 역
- 이무녕 : 인부 역
- 강충훈 : 기자 역
- 해선
- 강현정 : 변수경 역 - 전 세온병원 간호사
- 육미라 : 은솔의 맞선남 어머니 역
- 안명주 : 국선변호사 역 - 최화자측 변호사
- 유금 : 장득남의 간병인 역
- 신희국 : 세온병원의 레지던트 역
- 민대식 : 세온병원의 외과의사 역
- 박재원 : 장일남의 운전기사 역
- 최현아 : 식당에서 강현을 보고 좋아해 하는 여직원 역
- 오효진 : 식당에서 강현을 보고 좋아해 하는 여직원 역
- 이성우 : 한동훈 역 - 최화자와 사실혼 관계인 남자
- 성현미 : 부동산 중개업자 역
- 유용범 : 인부 역
- 류경현 : 강현의 친구 역
- 이종혁 : 강현의 친구 역
- 하은수 : 연미래 역
- 고건한 : 김준태 역 - 연미래의 남자친구
- 오희준 : 석도훈 역 - 연미래를 스토킹 하는 남자
- 신재도 : 경비원 역
- 김미혜 : 기자 역
- 정영도 : 기자 역
- 안수호 : 차수호의 변호를 맡게 된 국선변호사 역
- 정자영 : 구청 직원 역
- 한소현 : 최미진 역
- 김주영 : 정지훈 역 - 최미진의 남자친구
- 이창석 : 경찰 역
- 신선희 : 이동재를 진찰한 의사 역
- 김진옥 : 화장실에 쓰러져 있는 이동재를 발견한 청소부 역
- 강성철 : 공항 경찰 역
- 전준우 : 국립과학수사연구원 안면복원과 과장 역
- 김경민 : 이동재 역
- 이아진 : 홍선자 역 - 이동재의 부인
- 이은석 : 질병관리본부 직원 역
- 전수연 : 어린이집 선생님 역
- 신동력 : 직원 역
- 황윤걸 : 검찰 총장 역
- 박상용 : 의사 역
- 최민주 : 홍선자가 다니는 청담뷰티에스테틱의 데스크 직원 역
- 김서정 : 홍선자가 다니는 청담뷰티에스테틱의 실장 역
- 진영범 : 홍선자가 가입한 보험사의 직원 역
- 최현준 : 의사 역 - 은솔의 다친 손을 보고 봉합 잘 되었다고 말하는 의사
- 채유리 : 서현 역 - 한수연의 딸
- 김영선 : 강도희 역
- 김난희 : 박준하의 어머니 역
- 오정원 : 안재훈의 어머니 역
- 김영희 : 김강두의 어머니 역
- 정재숙
- 김경태 : 조사관 역
- 임용순
- 오승찬 : 표유성이 자문해준 재판의 변호사 역
- 김근영
- 노희중
- 김명중 : 마성재네 학교 보완관 역
- 정연 : 마성재네 학교의 영양사 역
- 정완희
- 엄지성 : 마성재 역 - 마도남의 아들
- 최원홍 : 박준하 역 - 마성재의 룸메이트
- 윤성현 : 안재훈 역 - 마성재와 같은 스터디모임 멤버
- 김영준 : 차동수 역 - 마성재와 같은 스터디모임 멤버
- 김경민 : 김강두 역 - 마성재와 같은 스터디모임 멤버
- 허웅 : 은지성 역 - 은솔의 오빠
- 최효현 : 마성재네 학교 선생님 역
- 신비 : 강미소 역 - 강동식의 딸
- 김이진
- 박진수 : 장태주 역 - 서정민과 도지한이 잡은 마약사범, 전직 수의사
- 이달 : 박병구 역 - 장태주의 마약 공급책
- 박우영 : 조교 역
- 함진성 : 조교 역
- 한이진
- 이선영
- 김대국 : 교도관 역
- 오기환 : 연구원 역
- 유옥주 : 박병구를 구한 여자 역
- 김선경 : 닥터 박 역
- 김태랑 : 염상구 역
- 김승훈 : 염대철 역 - 염상구의 장남
- 최솔희 : 염지숙 역 (아역 이가현) - 염상구의 딸
- 최영우 : 염대식 역 (아역 배태랑) - 염상구의 차남
- 김가영 : 김효진 역 - 염대철의 부인, 염상구의 며느리
- 여운복 : 장례식장의 실장 역
- 명재환 : 염상구를 사인불명으로 진단한 의사 역
- 장현정 : 젊은시절 염상구 역
- 김로사 : 보험사 직원 역
- 이성재
- 정상현
- 김기천 : 염상구의 사인을 병사로 진단한 의사 역
- 김효진 : 강현과 강용의 어머니 역
- 채윤희 : 김효진과 같이 일하는 여자 역
- 박경옥 : 김효진과 같이 일하는 여자 역
- 주부진 : 염상구와 같은 동네 사는 할머니 역
- 남정희 : 염상구와 같은 동네 사는 할머니 역
- 박승태 : 염상구와 같은 동네 사는 할머니 역
- 박용 : 치매전문병원 원무과장 역
- 이인아 : 알바생 역
- 김연수 : 카페 주인 역
- 장준호 : 가사전문변호사 역
- 공윤찬 : 순경 역
- 서정준 : 염상구가 자전거에 치이게 한 남자 역
- 김종호 : 시신을 발견하는 등산객 역
- 정윤주 : 어린시절 은솔의 친구 역
- 양승걸 : 오종철 역 - 30년 전 우성연쇄살인사건 담당 형사
- 권오진 : 최한석 역 - 30년 전 우성연쇄살인사건 담당 형사
- 서광재 : 윤영규 역 - 30년 전 우성연쇄살인사건 담당 형사
- 권혁 : 강치수 역 - '수'사진관 운영, 우성연쇄살인사건의 용의자
- 김현 : 이경자 역 - 30년 전 우성연쇄살인사건의 생존자
- 고주연 : 엄지혜 역 - 30년 전 우성연쇄살인사건의 첫번째 피해자
- 신난애 : 성혜빈 역 - 30년 후 우성연쇄살인사건의 피해자
- 이정미
- 강덕중 : 형사 역
- 권기남 : 젊은시절 강치수 역
- 전아희 : 젊은시절 이경자 역
- 김민채 : 김정란 역 - 성혜빈의 어머니
- 박우영 : 조교 역
- 함진성
- 한지은 : 최면연구원 역
- 방인하 : 오종철의 딸 역 (사진출연)
- 최교식 : 군대물품을 판매하는 두번째 가게 사장 역
- 전국환 : 오필중 역 - 오만상의 아버지, 성진그룹 회장
- 박건락 : 차 실장 역
- 권오수
- 김경민
- 김통령 : 오만상의 젊은 운전기사 역
- 석보배 : 오만상의 비서 역
- 김상일 : 의사 역 - 한소희의 담당 의사
- 장효윤 : 앵커 역
- 김태현 : 여사장 역

## 시청률
최저 시청률과 최고 시청률은 시청률 조사회사와 지역별로 시청률에 차이가 있을 수 있습니다.
| 2018년      | 2018년      | 2018년                                                                        | 2018년         | 2018년       | 2018년         | 2018년       |
| 회차        | 방송일      | 제목                                                                          | TNmS 시청률    | TNmS 시청률  | AGB 시청률     | AGB 시청률   |
| 회차        | 방송일      | 제목                                                                          | 대한민국(전국) | 서울(수도권) | 대한민국(전국) | 서울(수도권) |
| ----------- | ----------- | ----------------------------------------------------------------------------- | -------------- | ------------ | -------------- | ------------ |
| 제1회       | 5월 14일    | 로카르의 법칙 - 모든 접촉은 흔적을 남긴다                                     | 4.3%           | 4.4%         | 4.5%           | 4.7%         |
| 제2회       | 5월 14일    | 로카르의 법칙 - 모든 접촉은 흔적을 남긴다                                     | 4.7%           | 4.8%         | 4.9%           | 5.1%         |
| 제3회       | 5월 15일    | Negative Autopsy - 사인불명으로 부검 소견이 없는 경우                         | 5.0%           | 5.2%         | 5.1%           | 5.3%         |
| 제4회       | 5월 15일    | Negative Autopsy - 사인불명으로 부검 소견이 없는 경우                         | 5.9%           | 6.3%         | 6.5%           | 7.8%         |
| 제5회       | 5월 21일    | 카스페르의 법칙 - 시신이 공기, 물, 흙에 있는 경우 부패속도는 1:2:8이라는 법칙 | 4.3%           | 4.5%         | 4.7%           | 4.9%         |
| 제6회       | 5월 21일    | 카스페르의 법칙 - 시신이 공기, 물, 흙에 있는 경우 부패속도는 1:2:8이라는 법칙 | 5.1%           | 5.3%         | 5.2%           | 5.4%         |
| 제7회       | 5월 22일    | 선행사인 - 사망을 유발한 최초의 원인                                          | 5.3%           | 5.5%         | 5.6%           | 5.8%         |
| 제8회       | 5월 22일    | 선행사인 - 사망을 유발한 최초의 원인                                          | 6.5%           | 6.7%         | 6.3%           | 6.5%         |
| 제9회       | 5월 28일    | 개방성 손상 - 찔리거나 베이는 등 오픈된 손상                                  | 5.8%           | 6.6%         | 5.8%           | 6.5%         |
| 제10회      | 5월 28일    | 개방성 손상 - 찔리거나 베이는 등 오픈된 손상                                  | 6.8%           | 7.0%         | 6.7%           | 6.9%         |
| 제11회      | 5월 29일    | Proba Mortem - 죽음을 입증하라                                                | 5.0%           | 5.8%         | 5.6%           | 6.4%         |
| 제12회      | 5월 29일    | Proba Mortem - 죽음을 입증하라                                                | 5.6%           | 6.3%         | 6.4%           | 7.1%         |
| 제13회      | 6월 4일     | 스모킹 건 - 어떤 행위나 가식을 입증하는 결정적 증거                           | 6.8%           | 7.5%         | 7.0%           | 7.7%         |
| 제14회      | 6월 4일     | 스모킹 건 - 어떤 행위나 가식을 입증하는 결정적 증거                           | 7.0%           | 7.9%         | 7.7%           | 8.5%         |
| 제15회      | 6월 5일     | 치사량 - 약물을 투여했을 때 생명체가 사망할 수 있는 양                        | 6.2%           | 6.5%         | 6.7%           | 7.2%         |
| 제16회      | 6월 5일     | 치사량 - 약물을 투여했을 때 생명체가 사망할 수 있는 양                        | 7.4%           | 7.6%         | 8.2%           | 8.4%         |
| 제17회      | 6월 11일    | 주저흔 - 자살시도 중 치명상을 가하지 못해 생기는 손상                         | 6.7%           | 7.0%         | 6.9%           | 7.1%         |
| 제18회      | 6월 11일    | 주저흔 - 자살시도 중 치명상을 가하지 못해 생기는 손상                         | 7.8%           | 7.9%         | 7.7%           | 7.7%         |
| 제19회      | 6월 25일    | 억압 손상 - 타인의 행동을 억제하는 과정에서 발생한 손상                       | 6.2%           | 6.8%         | 6.5%           | 7.3%         |
| 제20회      | 6월 25일    | 억압 손상 - 타인의 행동을 억제하는 과정에서 발생한 손상                       | 7.1%           | 7.6%         | 8.1%           | 8.5%         |
| 제21회      | 7월 3일     | 결박흔 - 끈 등으로 신체를 묶어서 생긴 흔적                                    | 6.6%           | 7.1%         | 6.8%           | 7.3%         |
| 제22회      | 7월 3일     | 결박흔 - 끈 등으로 신체를 묶어서 생긴 흔적                                    | 7.7%           | 7.9%         | 8.0%           | 8.3%         |
| 제23회      | 7월 3일     | Sudden Death - 예측되지 못한 상태에서 단시간 내에 이르는 사망                 | 6.2%           | 6.3%         | 6.6%           | 6.6%         |
| 제24회      | 7월 3일     | Sudden Death - 예측되지 못한 상태에서 단시간 내에 이르는 사망                 | 7.1%           | 7.4%         | 7.5%           | 7.8%         |
| 제25회      | 7월 9일     | 시랍화 - 사체의 지방 성분이 특정 조건에서 가수분해되어 나타나는 현상          | 7.5%           | 8.1%         | 7.4%           | 8.0%         |
| 제26회      | 7월 9일     | 시랍화 - 사체의 지방 성분이 특정 조건에서 가수분해되어 나타나는 현상          | 8.3%           | 8.5%         | 9.0%           | 9.0%         |
| 제27회      | 7월 10일    | (없음)                                                                        | 7.1%           | 7.8%         | 7.1%           | 7.9%         |
| 제28회      | 7월 10일    | (없음)                                                                        | 8.7%           | 9.3%         | 9.0%           | 9.6%         |
| 제29회      | 7월 16일    | 사망력 - 사망에 이르기까지의 경과                                             | 6.5%           | 6.6%         | 6.7%           | 6.9%         |
| 제30회      | 7월 16일    | 사망력 - 사망에 이르기까지의 경과                                             | 8.4%           | 8.7%         | 8.4%           | 8.5%         |
| 제31회      | 7월 17일    | 불충분 증거 - 검사시료로 부적합한 증거물을 일컫는 말                          | 7.5%           | 8.0%         | 7.7%           | 8.2%         |
| 제32회      | 7월 17일    | 불충분 증거 - 검사시료로 부적합한 증거물을 일컫는 말                          | 9.5%           | 10.2%        | 9.6%           | 10.3%        |
| 평균 시청률 | 평균 시청률 | 평균 시청률                                                                   | 6.6%           | 7.0%         | 6.9%           | 7.3%         |

## 결방 사유 및 연속 방송
- 2018년 6월 12일 : 2018년 북미정상회담 방송으로 인해 결방.
- 2018년 6월 18일 : 2018년 FIFA 월드컵 F조 〈대한민국 대 스웨덴〉 중계방송으로 인해 결방.
- 2018년 6월 19일 : 2018년 FIFA 월드컵 H조 〈콜롬비아 대 일본〉 중계방송으로 인해 결방.
- 2018년 6월 26일 : 2018년 FIFA 월드컵 C조 〈덴마크 대 프랑스〉 중계방송으로 인해 결방.
- 2018년 7월 2일 : 2018년 FIFA 월드컵 16강 중계방송으로 인해 결방.
- 2018년 7월 3일 : 밤 10시부터 4회 연속방송. (21회, 22회, 23회, 24회)

## 촬영지
- 대웅경영개발원 - NFS국립과학수사연구원
- 게스트하우스 리븐델

## 수상 경력
- 2018년 MBC 연기대상 월화미니시리즈부문 남자 최우수연기상 정재영
- 2018년 MBC 연기대상 월화미니시리즈부문 여자 최우수연기상 정유미

## 동시간대 드라마
- KBS 월화 미니시리즈

《우리가 만난 기적》 (2018년 4월 2일 ~ 2018년 5월 29일)
《너도 인간이니?》 (2018년 6월 4일 ~ 2018년 8월 7일)
- SBS 월화 미니시리즈

《기름진 멜로》 (2018년 5월 7일 ~ 2018년 7월 17일)

## 같이 보기
- 대한민국의 텔레비전 드라마 목록 (ㄱ)
- 2018년 대한민국의 텔레비전 드라마 목록